# Изгрев (1900 – 1903)
Вижте пояснителната страница за други значения на Изгрев.
„Изгрев“ (изписване до 1945 година: Изгрѣвъ) с подзаглавие Вестник за политика, обществен живот и литература, е български седмичник, излизал от 4 февруари 1900 до 28 август 1903 година, първоначално в Дупница, а по-късно - в Кюстендил.
Излиза в петък. Печата се в печатницата на Н. Г. Шейтанов в Дупница. Отговорен редактор е Александър Георгиев, а редактори Иван Димитров и Иван Кепов. Излизат 168 броя. От 1 брой адресът на редакцията е Ив. П. Кепов. От 19 брой Кепов е отговорен редактор. От 9 брой на II годишнина се издава от Ив. Димитров. От 29 брой на II годишнина се издава в Кюстендил и редактор-стопанин е Иван Кепов. Печата се в печатницата на Братя Г. Дюлгерови, а по-късно в собствена печатница „Изгрев“. От 9 брой на IV годишнина подзаглавието му е Вестник за политика, обществен живот и книжнина.
При разцеплението в Македоно-одринската организация е близък до крилото, подкрепящо Вътрешната организация, и поддържа принципа „Македония за македонците“. Воюва с вестник „Струма“ на Антон Делев, който поддържа крилото на Иван Цончев. При разцеплението на БРСДП, поддържа широките социалисти.
| Годишнина | Броеве | Дата                               |
| --------- | ------ | ---------------------------------- |
| I         | 1 – 50 | 4 февруари 1901 - 24 февруари 1901 |
| II        | 1 – 50 | 15 март 1901 - 2 март 1902         |
| III       | 1 – 50 | 9 март 1902 - 17 февруари 1903     |
| IV        | 1 – 18 | 1 март 1903 - 28 август 1903       |